# اوپل آگیلا

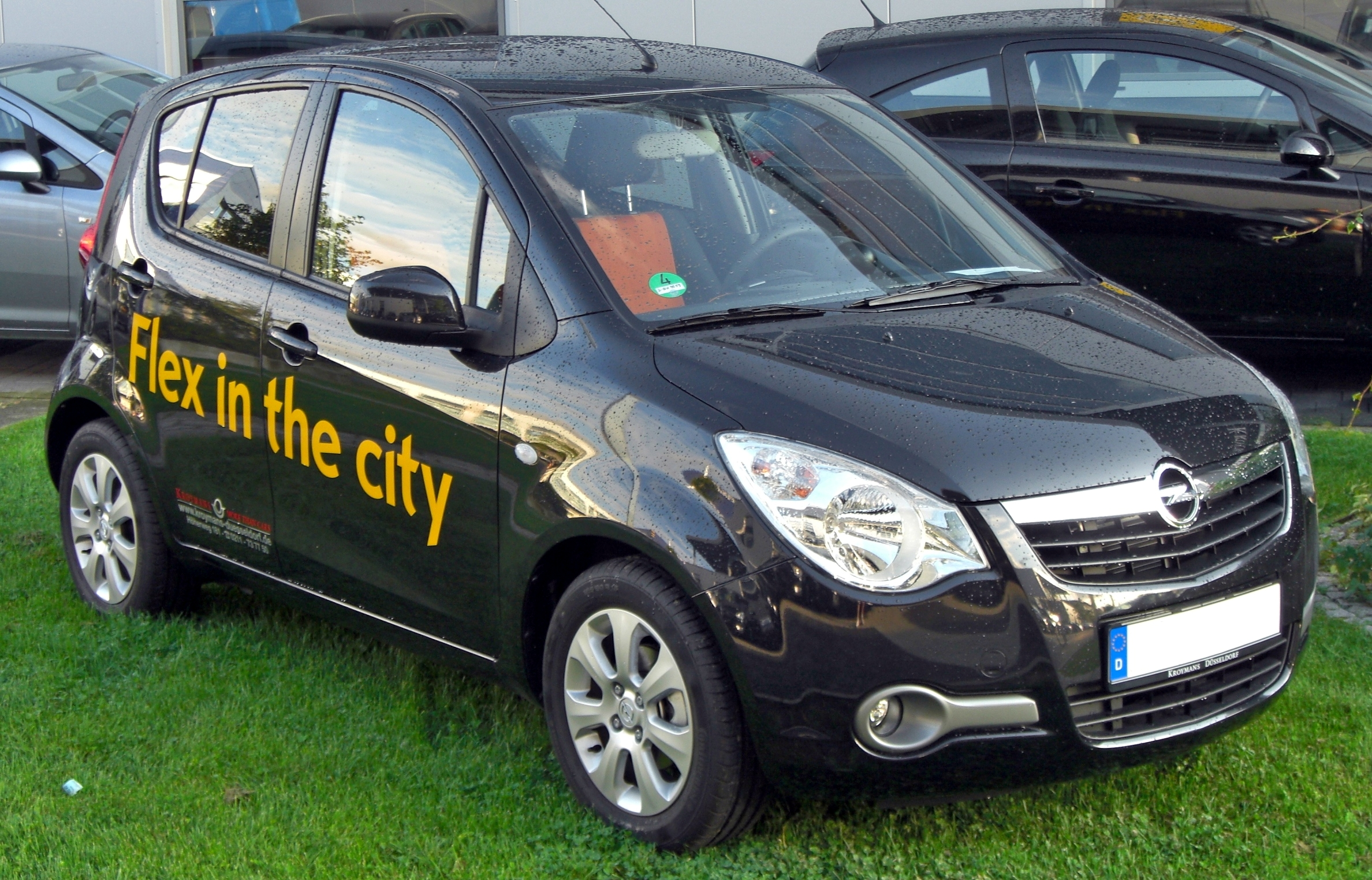

اوپل آگیلا (Opel Agila) خودرویی است که از سال ۲۰۰۰ تا کنون تولید شده‌است.
این خودرو در کلاس خودرو شهری قرار گرفته، است.